# 田中久一

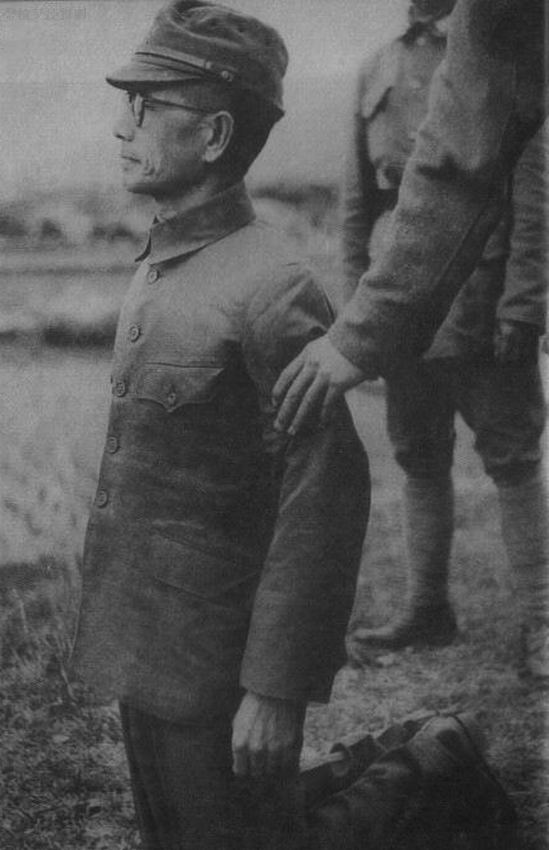
行刑前的田中久一

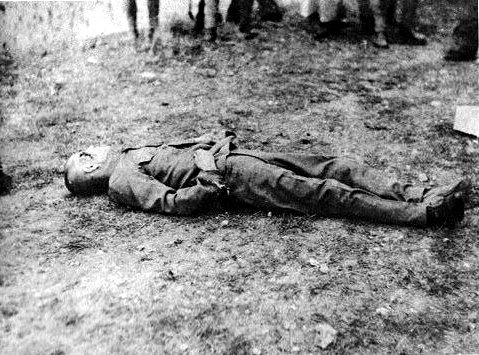
行刑後田中久一遺體

田中久一（1889年3月16日—1947年3月27日），本姓小金井，為大日本帝國陸軍的軍人，官至中將，曾任日本軍第23軍司令官，兼任香港佔領地總督。在太平洋戰爭期間負責指揮日本軍第21師團進攻法屬印度支那（史稱佛印作戰），從六位。
1945年日本投降後，被指控為乙級戰犯。1946年3月以「法外處決盟軍戰俘」罪名，遭美軍上海軍事法庭判繯首死刑，後被轉交給中國重新審判，判處死刑，1947年被槍決。

## 生平
田中久一是兵庫縣人，本姓小金井，後來過繼成為田中八作的養子。1910年5月，畢業於日本陸軍士官學校第22期，同年12月加入陸軍成為士官，官階少尉，任步兵第37聯隊幹部。之後就讀陸軍戶山學校，並就任學校教官。任教育總監部幹部。1918年11月，從日本陸軍大學校（30期）畢業。1933年至1935年任官中佐，擔任陸軍步兵學校教官。1934年進級大佐。1937年12月升任陸軍少將。
1938年2月被任為任台灣軍參謀長；同年9月，任新建之第21軍參謀長，戶山學校校長。10月參與指揮第21軍在廣東大亞灣登陸，然後攻佔廣州。1939年8月，日本駐華南軍隊改編為南支那方面軍，田中升任中將參謀。1940年年中為配合進攻香港，南支那方面軍撤消，改成第23軍。第23軍於1941年攻佔香港。1943年3月，田中任第23軍司令，主管華南軍事，駐地為廣州。1944年參與指揮進攻廣西、湖南的湘桂作戰。同年12月，日軍改組香港佔領地政府，磯谷廉介調任台灣，香港總督一職由1945年2月起改由駐廣州之田中兼任，至1945年8月日軍投降為止。
1945年8月，裕仁天皇宣佈日本無條件投降。田中久一先後在廣州向張發奎的第2方面軍，和在汕頭向余漢謀的第7戰區簽署降書。

## 軍事審判
投降時田中被當做戰俘，被認定為乙級戰犯，1945年12月送到美軍的上海軍事法庭被當成戰犯審理。1946年3月田中被追究在擔任香港佔領地總督期間涉嫌法外處決盟軍戰俘的責任，被判處死刑，並要執行絞刑，但是後來因其作為23軍司令官，被追究該軍部隊在中國境內戰爭犯罪之刑責，故被轉交給中國南京軍事法庭審判，同年5月18日廣州行營軍事法庭開始審理，同年10月9日判處死刑。
1947年3月27日於廣州市流花橋刑場由中華民國憲兵石光中執行槍決死亡，當時石光中朝著背向田中開了2槍，再將倒地的田中翻身朝著正中心補了一槍。
田中久一被枪决后，遗体被广州当地三元里村的4个埋尸工拖到行刑附近的一处低凹洼地（天热时水牛浸水纳凉的小水塘）处，随手铲土覆盖掩埋。
1972年田中久一的遗骸运回日本。

## 簡表
- 1907年（明治40年）12月 - 陸軍士官學校候補生。
- 1910年（明治43年）5月28日 - 陸軍士官學校畢業（22期）。
  - 12月26日 - 晉升少尉。步兵第37聯隊付。
- 1913年（大正2年）12月 - 晉升中尉。
- 1914年（大正3年）1月 - 陸軍戶山學校教官。
  - 7月 - 教育總監部副。
- 1915年（大正4年）11月29日 - 陸軍大學校入學。
- 1918年（大正7年）11月29日 - 陸軍大學校畢業（30期）。
- 1919年（大正8年）4月 - 參謀本部副勤務。
- 1920年（大正9年）4月 - 晉升大尉。參謀本部部員。
- 1923年（大正12年）9月 - 出差美國。
- 1924年（大正13年）12月 - 參謀本部部員。
- 1925年（大正14年）12月 - 晉升少佐。步兵第1聯隊付。
- 1927年（昭和2年）12月 - 陸軍大學校教官。
- 1930年（昭和5年）8月 - 晉升中佐。
- 1932年（昭和7年）6月9日 - 陸軍省軍務局課員。
- 1933年（昭和8年）8月1日 - 陸軍步兵學校教官。
- 1934年（昭和9年）3月5日 - 晉升大佐。
- 1935年（昭和10年）3月15日 - 近衛步兵第4聯隊長。
- 1937年（昭和12年）3月1日 - 陸軍大學校教官。
  - 12月28日 - 晉升少將。
- 1938年（昭和13年）2月19日 - 台灣軍參謀長。
  - 9月8日 - 第21軍參謀長。
- 1939年（昭和14年）8月1日 - 陸軍戶山學校校長。
- 1940年（昭和15年）8月1日 - 晉升中將。
  - 9月28日 - 第21師團長。
- 1943年（昭和18年）3月1日 - 第23軍司令官。
- 1944年（昭和19年）12月16日 - 兼香港佔領時期總督。
- 1945年（昭和20年）12月 - 美軍上海軍事法庭審理其戰爭犯行。
- 1946年（昭和21年）3月 - 美軍的上海軍事法庭判決死刑，並要執行絞刑。
  - 5月18日 - 轉送到中國廣州行營軍事法庭審理其戰爭犯行。
  - 10月9日 - 中國廣州行營軍事法庭判決死刑，並要執行槍決。
- 1947年（昭和22年）3月27日 - 執行死刑，遭槍決死亡。

## 辭世遺言
永年の　終りの歩み　さわやかに（再一次步上永恆的終結）
恵みの途を　辿りゆく吾（我漫步於於恩典的旅途中）

## 親族
- 長男 田中義信（陸軍少佐，遭殺害）

## 外部連結
- 田中久一經歷[永久]

| 前任： 磯谷廉介 | 日佔香港佔領地總督 · 1945年2月1日－1945年8月15日 | 繼任： · 詹遜（署任） · 英屬香港總督 · |
| 前任： 秦雅尚   | 日治臺灣台灣軍參謀長 · 1938年2月—1938年10月      | 繼任： 大津和郎                        |